# عزیمت موسی به مصر
عزیمت موسی به مصر یک فرسکو اثر نقاش رنسانس ایتالیایی، پیترو پروجینو و نیز همکاران اوست که حدود سال ۱۴۸۲ کشیده شده و در کلیسای سیستین، رم قرار دارد. این اثر، سفری از حضرت موسی را به تصویر می‌کشد.

## تاریخچه
سفارش این اثر به سال ۱۴۸۰ برمی‌گردد، زمانی که پروجینو در حال تزئین کلیسای کوچکی در کلیسای قدیمی سنت پیتر در رم بود. پاپ سیکتوس چهارم از کار او راضی بود و تصمیم گرفت تزئینات کلیسای جدید را که در کاخ واتیکان ساخته بود نیز به او بدهد. پروجینو به دلیل گستردگی اثر، بعداً با گروهی از نقاشان فلورانس از جمله بوتیچلی و گیرلاندایو همکاری کرد.

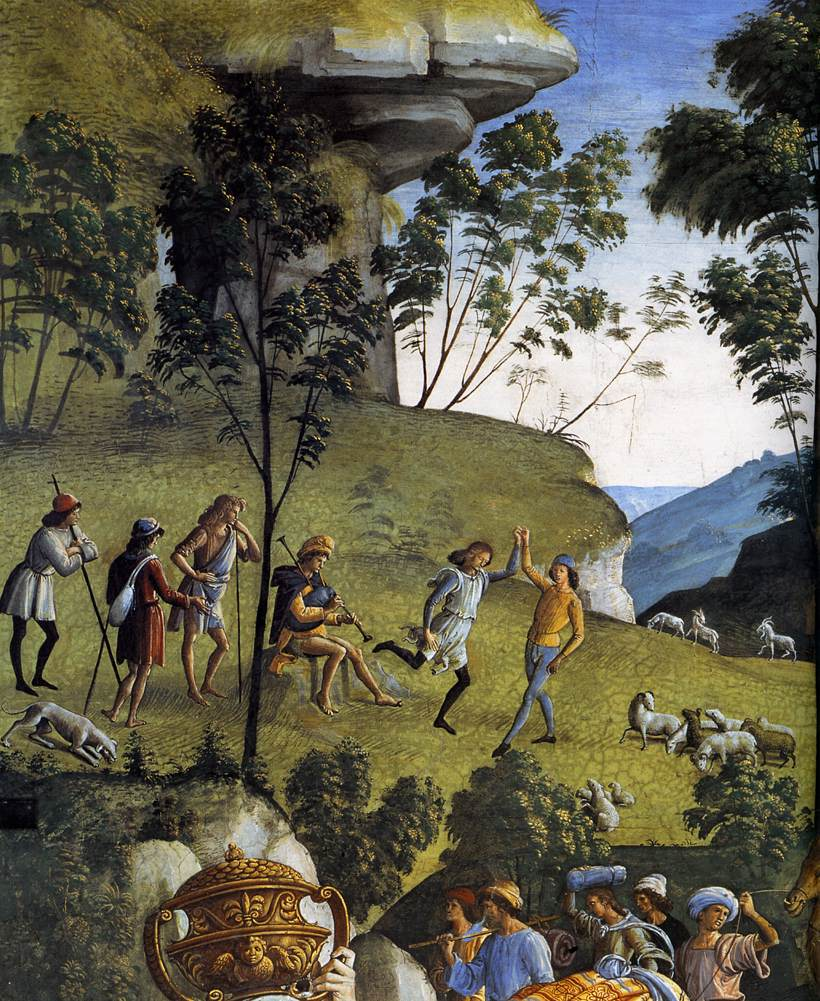
جزئیات

پینتوریکیو نیز از جمله دستیاران پروجینو بود. برخی از چهره‌های این فرسکو به او نسبت داده می‌شدند، اما این موضوع توسط مورخان هنر قرن بیستم مورد اختلاف قرار گرفته است. آنها می‌گویند که این چهره‌ها توسط آندره‌آ داسیزی، روکو زوپو، یا به احتمال کمتر، لو اسپاگنا یا بارتولومئو دلا گاتا، دیگر همکاران پروجینو در آن زمان، نقاشی شده‌اند.